# Алексинац
Алексинац је градско насеље у Србији и седиште истоимене општине у Нишавском управном округу. Према попису из 2022. било је 14.593 становника.

## Положај
Алексинац се налази на 30 километара од Ниша, према северу, на аутопуту према Београду, али је мало познато да је он на раскрсници још 2 магистрална пута, од којих један води из североисточне Србије и Сокобање преко Алексинца, а затим преко Малог Јастрепца у Топлицу; други пут води из Источне Србије, тачније преко Књажевца и Сврљига, преко Алексинца, а даље према Крушевцу и Западној Србији. Алексинац је повезан железничком пругом ка Београду и Нишу и центар је општине кроз коју пролази река Јужна Морава, железничка пруга, аутопут и два републичка пута са обе стране Мораве.

## Историја

### Стари век
Алексинац је због свог места на путу био увек мета освајача, од крсташа до Турака, али у исто време и пут којим су пролазили трговци и путници доносећи утицај и европске и источњачке културе. Сви ти утицаји још од римског доба, када је кроз Алексинац пролазио чувени Via militaris (војни пут) који је ишао из тадашње Византије у тадашњу Горњу Мезију која се простирала на обалама Дунава. Алексинац је још у римско доба био настањен, о чему говоре археолошка налазишта лоцирана како у самом граду, тако и у његовој ближој и даљој околини.

### Средњи век
У средњем веку Алексинац је мало познат због тога што се становништво склањало с пута којим су пролазиле војске и пљачкаши, па су у ближој околини Алексинца била два средњовековна града, један источно од Алексинца, Липовац, испод планине Лесковик, у коме се налази најстарији православни манастир у овом крају, саграђен још 1399. године. Други средњовековни град, Бован, налазио се северно од Алексинца и био је познат по томе што је кнегиња Милица, удовица кнеза Лазара, погинулог на Косовом пољу, ту држала резервне магацине соли.
Сам Алексинац као топоним помиње се у турском дефтеру (попис насељених места) из 1516. године као део Крушевачког вилајета. Алексинац је један од ретких градова чији мит о пореклу стоји записан у Српској академији наука и уметности у Београду. У оближњем селу Краљеву био је турски ајанин Усеин-ага који је по цео дан седео испред своје механе. Неки ајдучки арамбаша из очигледне мржње према Турчину сваке вечери га је наглас из шуме прозивао. Турчин унајми буљубашу по имену Алекса да тог човека из шуме ухвати. Алекса ухвати тог човека, преда га Турчину, а овај га набије на колац испред кафане. Турчин му заузврат поклони огроман комплекс земље близу утока реке Моравице у Мораву, где се садашњи Алексинац налази.
Крајем 17. века, цела долина Јужне Мораве, од Ниша до Београда била је дословно пуста јер се све становништво, бојећи се турске освете због помоћи Аустријанцима, повукло с њиховом војском на север преко Саве и Дунава, у данашњу Војводину. Сами Турци, видевши плодну земљу коју нико није обрађивао, па према томе није ни плаћао све порезе и намете, насељавали су Моравску долину Србима из разних крајева, претежно са југа и истока Србије.
Алексинац је ослобођен од турског ропства 1833. године када се налазио у саставу Ражањске нахије. Хатишерифом из 1833. године тадашњем Београдском пашалуку припојено је шест нахија, па се тако Алексинац нашао у Србији за време владавине Књаза Милоша Обреновића.
Сам Књаз Милош је веома заслужан за будући развој Алексинца. Иако је био неписмен, Књаз Милош је био изузетан државник са погледом у будућност и говорио је: „Ја сам науман, ако бог да да у Србији направим две капије – једну у Београду према Ћесарској (Аустрији), а другу у Алексинцу према Турској.” И заиста на позив Књаза Милоша, у Алексинац је стигао аустријски архитекта Франц Јанке и 1839. године направио урбанистички план за град, први урбанистички план у овом делу Србије.
Овакав статус Алексинца као граничног града довео је до његовог општег напретка јер су у њему биле смештене разне државне установе. Најзначајнија од њих био је такозвани Карантин у коме су путници из Турске, Грчке, Македоније и Старе Србије, који су се кретали према Европи, били обавезни да у њему проведу 40 дана, а све у циљу откривања заразних болести које су у то време харале у Турској. Тако је Алексинац био предстража за улазак у Европу. Здравствени карантин као прва болница у Алексинцу основан је 1836. године. Овде постоји Општа болница Алексинац.
Алексинац је био седиште округа, окружног суда, царинарнице и седиште енглеске поште преко које су све вести из Турске ишле у Европу. Књаз Милош је у Алексинцу подигао цркву Светог Николе (која и данас постоји) за коју је говорио: „Хоћу да се српска звона одавде чују у Турској.”
Прва телеграфска веза у Србији успостављена је 1854. године између Београда и Алексинца.
У Алексинцу се отварају прва индустријска предузећа, пивара, 1865. године, парни млинови и нешто касније рудник мрког угља. Године 1865. Указом кнеза Михаила Обреновића отворена је прва гимназији у овом делу Србије.
Овакво време напретка и својеврсног државног значаја трајало је све до 1876. године, када је започео Први српско-турски рат. У том рату у коме је Србија претрпела неколико узастопних пораза, Алексинац и околина претрпели су тешке људске и материјалне губитке. Сва села на левој и десној обали Мораве од Ниша до Алексинца била су спаљена до темеља. И поред делимичних паљевина у Алексинцу, Турци, који су заузели град у октобру 1876. године, нису правили велике штете јер је становништво избегло на север, а Турци су штедели куће да би у њима могли да презиме.

### Ослобођење и светски ратови
После ослобођења од Турака и стварања прве независне српске државе, српска граница је померена далеко на југ, чиме је Алексинац изгубио свој привредни и административни значај. Изградњом железничке пруге Београд—Ниш 1884. године, Алексинац је заобиђен јер је пруга због техничких проблема и политичких интрига (у Алексиначком крају је избила Тимочка буна) изграђена на левој обали Јужне Мораве.
Због свог стратешког положаја у оба светска рата, Алексинац је био окупиран и разаран. На споменику у порти алексиначке цркве, подигнутом јуна 1935, исписано је 350 имена војника и официра изгинулих у Балканским и Првом светском рату. Нова зграда Алексиначке гимназије је освећена 26. јануара 1937. Место је у ово време називано "Српски Хајделберг".
У Алексинцу 17. новембра 1989. догодила се велика несрећа у руднику угља у јами „Морава", када је живот изгубило 90 рудара.
Крајем 20. века, Алексинац је шест пута бомбардован од стране НАТО авијације. У тим бомбардовањима било је много људских жртава, а разорен и сам центар града.

## Демографија
У насељу Алексинац живи 13.687 пунолетних становника, а просечна старост становништва износи 39,0 година (37,9 код мушкараца и 40,1 код жена). У насељу има 5.791 домаћинство, а просечан број чланова по домаћинству је 2,94.
Ово насеље је великим делом насељено Србима (према попису из 2002. године), а у последња три пописа, примећен је пораст у броју становника.
|             | \| Демографија[9] \| Демографија[9] \| Демографија[9] \| \| Година \| Становника \| Становника \| \| -------------- \| -------------- \| -------------- \| \| 1948. \| 5.797 \| \| \| 1953. \| 6.788 \| \| \| 1961. \| 8.828 \| \| \| 1971. \| 12.007 \| \| \| 1981. \| 15.734 \| \| \| 1991. \| 17.030 \| 16.722 \| \| 2002. \| 17.171 \| 17.665 \| \| 2011. \| 16.685 \| \| \| 2022. \| 14.593 \| \| |            |
| Демографија | |            |
| Година      | Становника | Становника |
| 1948.       | 5.797 |            |
| 1953.       | 6.788 |            |
| 1961.       | 8.828 |            |
| 1971.       | 12.007 |            |
| 1981.       | 15.734 |            |
| 1991.       | 17.030 | 16.722     |
| 2002.       | 17.171 | 17.665     |
| 2011.       | 16.685 |            |
| 2022.       | 14.593 |            |

| Етнички састав према попису из 2002.‍ | Етнички састав према попису из 2002.‍ | Етнички састав према попису из 2002.‍ | Етнички састав према попису из 2002.‍ | Етнички састав према попису из 2002.‍ |
| ------------------------------------ | ------------------------------------ | ------------------------------------ | ------------------------------------ | ------------------------------------ |
|                                      |                                      |                                      |                                      |                                      |
| Срби                                 | Срби                                 |                                      | 15.823                               | 92,14%                               |
| Роми                                 | Роми                                 |                                      | 499                                  | 2,90%                                |
| Југословени                          | Југословени                          |                                      | 117                                  | 0,68%                                |
| Црногорци                            | Црногорци                            |                                      | 78                                   | 0,45%                                |
| Македонци                            | Македонци                            |                                      | 54                                   | 0,31%                                |
| Хрвати                               | Хрвати                               |                                      | 30                                   | 0,17%                                |
| Словенци                             | Словенци                             |                                      | 21                                   | 0,12%                                |
| Бугари                               | Бугари                               |                                      | 21                                   | 0,12%                                |
| Албанци                              | Албанци                              |                                      | 11                                   | 0,06%                                |
| Руси                                 | Руси                                 |                                      | 9                                    | 0,05%                                |
| Муслимани                            | Муслимани                            |                                      | 8                                    | 0,04%                                |
| Горанци                              | Горанци                              |                                      | 7                                    | 0,04%                                |
| Немци                                | Немци                                |                                      | 3                                    | 0,01%                                |
| Мађари                               | Мађари                               |                                      | 3                                    | 0,01%                                |
| Власи                                | Власи                                |                                      | 2                                    | 0,01%                                |
| Чеси                                 | Чеси                                 |                                      | 1                                    | 0,00%                                |
| непознато                            | непознато                            |                                      | 239                                  | 1,39%                                |

| Година пописа     | 1948. | 1953. | 1961. | 1971. | 1981. | 1991. | 2002. |
| ----------------- | ----- | ----- | ----- | ----- | ----- | ----- | ----- |
| Број домаћинстава | 1.868 | 2.093 | 2.751 | 3.754 | 5.103 | 5.327 | 5.791 |

| Број чланова      | 1     | 2     | 3     | 4     | 5   | 6   | 7  | 8  | 9 | 10 и више | Просек |
| ----------------- | ----- | ----- | ----- | ----- | --- | --- | -- | -- | - | --------- | ------ |
| Број домаћинстава | 1.041 | 1.425 | 1.238 | 1.392 | 437 | 198 | 37 | 13 | 6 | 4         | 2,94   |

| Пол    | Укупно | Неожењен/Неудата | Ожењен/Удата | Удовац/Удовица | Разведен/Разведена | Непознато |
| ------ | ------ | ---------------- | ------------ | -------------- | ------------------ | --------- |
| Мушки  | 6.829  | 1.979            | 4.377        | 297            | 174                | 2         |
| Женски | 7.589  | 1.630            | 4.438        | 1.142          | 366                | 13        |
| УКУПНО | 14.418 | 3.609            | 8.815        | 1.439          | 540                | 15        |

| Пол    | Укупно                    | Пољопривреда, лов и шумарство | Рибарство                            | Вађење руде и камена | Прерађивачка индустрија       |
| ------ | ------------------------- | ----------------------------- | ------------------------------------ | -------------------- | ----------------------------- |
| Мушки  | 3.079                     | 115                           | 1                                    | 74                   | 927                           |
| Женски | 2.273                     | 61                            | 0                                    | 8                    | 517                           |
| УКУПНО | 5.352                     | 176                           | 1                                    | 82                   | 1.444                         |
| Пол    | Производња и снабдевање   | Грађевинарство                | Трговина                             | Хотели и ресторани   | Саобраћај, складиштење и везе |
| Мушки  | 120                       | 187                           | 386                                  | 80                   | 154                           |
| Женски | 28                        | 21                            | 391                                  | 83                   | 24                            |
| УКУПНО | 148                       | 208                           | 777                                  | 163                  | 178                           |
| Пол    | Финансијско посредовање   | Некретнине                    | Државна управа и одбрана             | Образовање           | Здравствени и социјални рад   |
| Мушки  | 19                        | 51                            | 296                                  | 187                  | 135                           |
| Женски | 45                        | 48                            | 145                                  | 305                  | 401                           |
| УКУПНО | 64                        | 99                            | 441                                  | 492                  | 536                           |
| Пол    | Остале услужне активности | Приватна домаћинства          | Екстериторијалне организације и тела | Непознато            | Непознато                     |
| Мушки  | 52                        | 0                             | 0                                    | 295                  | 295                           |
| Женски | 54                        | 0                             | 0                                    | 142                  | 142                           |
| УКУПНО | 106                       | 0                             | 0                                    | 437                  | 437                           |

## Саобраћај
Алексинац је град са чистим архитектонским и урбанистичким решењима. Главна градска улица протеже се у правцу север-југ, а паралелно с њом постоје све саобраћајнице које повезују Алексинац са Сокобањом. Све те три паралелне улице секу се под правим углом са четири улице у правцу исток-запад, чиме је сачуван урбанистички план из 1839. године. Кроз Алексинац протиче планинска река Моравица која извире источно од Сокобање.

## Култура
Алексинац је седиште општине која по површини заузима треће место у Србији, али је прилично ретко насељена. Са још два насеља градског типа, Житковцем у коме се налази железничка станица, и Алексиначким Рудником, Алексинац има око 20.000 становника. У Алексинцу је и седиште Општинског суда, Тужилаштва, Полицијске станице и других државних установа. Алексинац је јак образовни и културни центар. У граду постоје три основне школе, три средње школе и једна школа за струковне студије. У граду постоји Центар за културу и уметност, Градско позориште „Театар 91” Алексинац, Музичка школа, Завичајни музеј и богато опремљена народна библиотека. Алексинац је увек био гостољубив и отворен град. Са парком Брђанка, на коме се налази споменик руским добровољцима изгинулим у рату 1876. године и Руском црквом у селу Горњи Адровац, подигнутом на месту погибије пуковника Николаја Рајевског, руског добровољца, који је и погинуо у борби против Турака 20. августа 1876. године, затим са језером Бован, са два средњовековна манастира, у Липовцу и у селу Прасковчу, Алексинац представља значајну туристичку дестинацију у овом делу Србије.Николај је био једна од инспирација за лик Вронског у роману Ана Карењина руског писца Лава Толстоја. Један од најважнијих културних радника Алексинца био је етнолог Тихомир Ђорђевић. Овај научник сакупљао је легенде о невестицама, бићима из старословенског фолклора у облику ласице осветнице. И данас у многим алексиначким селима постоји веровање да не ваља убијати младунце ласице, јер ће ласица доћи да се свети, и да ће да ти пљуне отров у храну (котао). Поред српских легенди значајан је његов рад о проучавању корано Рома, сакупио је велики број циганских народних прича из Алексинца (укључујући хорор бајке о младићу Циганину и његовом побратиму вампиру), ове бајке је после више од седамдесет година објавила издавачка кућа Порталибрис. Осим тога сакупљао је и пословице из Алексиначке котлине, које је објавио у првом броју часописа Караџић (часопис).
Миодраг Спирић је написао Историју Алексинца у четири тома.

## Познате личности
- Јован Апел, индустријалац и закупник рудника
- Гордана Брајовић, песникиња
- Тихомир Ђорђевић, етнолог чији је велики део рада везан за Алексинац
- Драгослав Михајловић, фудбалер на првом светском првенству у фудбалу
- Михаило Гавриловић, историчар
- Стеван Димитријевић, прота
- Риста Прендић, писмоноша династије Обреновића, дипломата и шпијун
- Велимир Рајић, песник
- Бранка Митић, глумица
- Јелена Ј. Димитријевић, путописац и књижевница, често од савременика називана српском Сапфо

## Туризам
У непосредној околини Алексинца налази се велики број туристичких места и објеката интересантних за туристе, а неки од њих су:
- Рибарска Бања
- Јастребац
- Јужна Морава
- Соко Бања
- Бован (тврђава)
- Бован
- Бованско језеро
- Сокобањска Моравица

## Спорт
Град Алексинац представља седиште фудбалског клуба ФК Напредак Алексинац, који је основан 1929. године, а тренутно се такмичи у Нишкој зони, трећем такмичарском нивоу српског фудбала.

## Галерија
- Железничка станица у Алексинцу
- Манастир Липовац
- Река Моравица у Алексинцу
- Римокатоличка црква Свете мајке Терезе од Калкуте
- Црква Свете Тројице у Горњем Андровцу
- Капела др Стевана Димитријевића
- Аутобуска станица
- Водоторањ на Железничкој станици
- Зграда некадашњег Среског начелства